# Carex proxima
Carex proxima är en halvgräsart som beskrevs av Henri Chermezon. Carex proxima ingår i släktet starrar, och familjen halvgräs. Inga underarter finns listade i Catalogue of Life.